# الانتخابات الرئاسية السلوفينية 2017
الانتخابات الرئاسية السلوفينية عقدت في 22 أكتوبر 2017، شارك فيها تسعة مرشحين بمن فيهم الرئيس الحالي بوروت باهور، ولم يحصل أي مرشح على أغلبية في الأصوات، مما أسفر عن اقتراع على دورتين بين باهور ومارجان ساريك في 12 نوفمبر 2017. وفاز باهور في الجولة الثانية بحوالي 53٪ من الأصوات، وكانت نسبة الاقبال على التصويت في أدنى مستوى له في الانتخابات الرئاسية السلوفينية منذ الاستقلال.